# Crematogaster hottentota
Crematogaster hottentota är en myrart som beskrevs av Carlo Emery 1899. Crematogaster hottentota ingår i släktet Crematogaster och familjen myror.

## Underarter
Arten delas in i följande underarter:
- C. h. bassuto
- C. h. hottentota